# Kelesjärvi
Kelesjärvi är en sjö i Finland. Den ligger i kommunen Kouvola i landskapet Kymmenedalen, i den södra delen av landet, 140 km nordost om huvudstaden Helsingfors. Kelesjärvi ligger 100 meter över havet. Arean är 42,6 hektar och strandlinjen är 6,38 kilometer lång. Sjön  ingår i Kymmene älvs huvudavrinningsområde.   I omgivningarna runt Kelesjärvi växer i huvudsak barrskog.